# Sinopesa maculata
Sinopesa maculata är en spindelart som beskrevs av Raven och Peter J. Schwendinger 1995. Sinopesa maculata ingår i släktet Sinopesa och familjen Nemesiidae.
Artens utbredningsområde är Thailand. Inga underarter finns listade i Catalogue of Life.